# Szófajváltás
A szófajváltás a szókészlet gyarapításának egyik nyelven belüli módszere, amely nyomán szavak egy bizonyos lexikai osztályból átkerülnek egy másikba.
A terminusnak van egy tágabb, de ritkább értelmezése, melyet a magyar elnevezés jól tükröz, és amely beleérti a szófajváltó szóképzést is. Szűkebb és gyakoribb értelmezés szerint azonban a terminus csak olyan szófaji változásra vonatkozik, amely a szó szótári alakja megváltoztatása nélkül történik. Ezzel a jelentéssel használják még angolul a zero derivation „nulla képzés” és functional shift „funkcióváltás”, franciául pedig a dérivation impropre „helytelenül nevezett képzés” terminusokat.

## A szófajváltás fajtái
Szófajváltással a szó eredeti alaktani és mondattani viselkedése megváltozik: más toldalékokat kaphat, más mondatbeli funkciója lehet, más mondatrészek bővíthetik ki, de ezek a változások nem történnek minden esetben ugyanolyan mértékben.
A szófajváltás lehet alkalmi vagy lexikai. Egy bizonyos szó esetében ezek a minősítések a szófajváltás fokozataira vonatkoznak. Például a Zöldre (= zöld színűre) váltott a természet mondatban a zöld csak aktuálisan főnév, lexikailag melléknévi jelentése van, mivel ezzel a jelentéssel szótári szóként fokozható (legzöldebb) és fokhatározóval bővíthető (nagyon zöld). Ugyanakkor főnévre jellemzően kapott esetragot, és lehetne jelzője (üde zöld). Ugyanannak a szónak, például a Zöldet (= zöld növényi hajtást) is kérek a csokorba, A zöldek (= környezetvédők) kiálltak a Zengő védelmében, Átment a zöldön (= szabad jelzésen) vagy Sétáltak egy nagyot a zöldben (= a természetben) mondatokban, főnévi jelentése és szófajisága van, szótározható új jelentésekkel. Az alkalmi szófajváltással csak a szó jelentésformája változik meg, a lexikaival a jelentéstartalma is, azaz bővül a lexikai jelentése.
A lexikai szófajváltás lehet teljes vagy részleges. A teljes szófajváltás nyomán a szó eredeti jelentése eltűnik. Ez történt például a kocsi vagy a légyott szavak esetében. Részleges szófajváltáskor megmarad a szó eredeti jelentése is, és kettős vagy többes szófajúság keletkezik. Ilyenek például az etnikumokra vonatkozó melléknevek/főnevek: magyar, tatár stb.
A nyelvtörténet során szófajváltással keletkeztek új, egy bizonyos időszakig nem létező szófajok. Így lett például a határozott névelő a távolra mutató névmásból a magyar nyelvben.

## A szófajváltás néhány nyelvben
A magyarban gyakoriak a következő szófajváltások:
- melléknév → főnév: Pirosra cserélte kék kocsiját;
- számnév → főnév: Adj hozzá négyet!;
- főnév → melléknév: a szomszéd udvar;
- melléknévi igenév → főnév: alkotó, vádlott, jövendő;
- képzett melléknév → főnév: énekes, világtalan;
- határozószó → névutó: át a réten → a réten át;
- határozószó → igekötő: át a réten → átjár a réten.

Egyéb szófajváltások:
- képzett számnév → főnév: negyed, század;
- határozószó → főnév: este, reggel;
- ige → főnév: félsz, éljen;
- ige → melléknév: nemszeretem;
- ige → határozószó: találomra.

Az angolban nagyon produktívak az alábbi szófajváltások:
- főnév → ige: to bicycle ’biciklizik’;[9]
- melléknév → ige: to tidy ’rendet csinál’;[9]
- ige → főnév: hit ’ütés’;[9]
- melléknév → főnév: the rich ’a gazdagok’.[10]

A franciában gyakori a melléknévről főnévre való váltás olyan melléknevekből, amelyek eredetileg bizonyos főnevek jelzői voltak vagy még mindig előfordulnak ilyen funkcióval: voiture automobile ’önmozgó kocsi’ → automobile ’autó’, boulevard périphérique ’(városi elkerülő) körgyűrű’ → périphérique. Nem ugyanolyan gyakori, de elterjedési tendenciát mutat a főnévről melléknévre váltás névszói állítmány névszói részeként (être rock ’a rockzene a kedvence’, être montagne ’a hegyvidéket preferálja’) és a melléknévről határozószóra való váltás: rouler tranquille ’nyugodtan vezet (autót)’, s’habiller anglais ’angolosan öltözködik’.
A közép-délszláv diarendszer nyelveiben is gyakori a melléknévről főnévre való váltás. Példa: Vera se udala vrlo mlada ’Vera nagyon fiatalon ment férjhez’ → Ova mlada nije iz našeg sela ’Ez a menyasszony nem a falunkból való’. Jelzős szószerkezet jelzőjéből keletkezett számos országnév: Hrvatska ’Horvátország’, Mađarska ’Magyarország’. Melléknevek semlegesnem egyes szám alanyesetű alakjából lettek elvont főnevek, például dobro ’a jó’, zlo ’a rossz’. Nagyon gyakori ennek a melléknévi alaknak a használata határozószóként: Ona tiho govori ’Halkan beszél’. Egyéb szófajváltások:
- jelen idejű határozói igenév → melléknév: osvježavajuće piće ’üdítő ital’;
- szenvedő melléknévi igenév → melléknév: uvezena tkanina ’importált szövet’;
- elöljárószós főnév → határozószó: (osuđen) na smrt ’halálra ítélt’ → (bolestan) nasmrt ’halálosan beteg’;
- kérdő határozószó → vonatkozó határozószó, kötőszó: gdje? ’hol’ → gdje ’ahol’;
- eszközhatározói esetű főnév → elöljárószó: povodom ’alkalommal’ → povodom proslave ’az ünnepély alkalmából’.

A román nyelvben is a leggyakoribbak a következő szófajváltások:
- melléknév → főnév: frumosul (határozott végartikulussal) ’a szép’, un leneș (határozatlan névelővel) ’egy lusta’, cel sărac (mutató névelővel) ’a szegény’;[15]
- melléknévi igenév → melléknév: un glas stins ’elhaló hang’;[16]
- számnév → főnév: un trei ’egy hármas’, cei trei ’azok hárman’;[15]
- kérdő határozószó → vonatkozó határozószó, kötőszó: Unde este? ’Hol van?’ → E un punct însă unde drumul nostru se bifurcă ’Van viszont egy pont, ahol útjaink szétválnak’.[17]

Egyéb gyakori szófajváltások:
- A módhatározószók rendszerint eredetileg melléknevek: un cântec frumos ’szép ének’ → cântă frumos ’szépen énekel’.[18]
- A napok neveit helyhatározókként is használják, határozott artikulus nélkül (pl. Pleacă miercuri ’Szerdán megy el’), vagy ilyen artikulussal és némi jelentéskülönbséggel: Vine la mine miercurea ’(Minden) szerdán jön hozzám’. Ugyanígy használják a nap időszakai és az évszakok neveit is: Dimineața (e. sz.) / Diminețile (t. sz.) stă acasă ’(Minden) reggel otthon ül’, Vara ne ducem la mare ’Nyáron a tengerpartra megyünk’.[18]
- Melléknévi igenévből származik számos cselekvésnév: aratul ’a szántás’.[15]

Azon cselekvésnevek egy része, amelyeknek a latinból örökölt tövük van, és -are/ -ere/ -ire/ -îre végződésűek, szófajváltásból származhattak latin főnévi igenevekből, pl. ascultare ’hallgatás’ (hangé), vedere ’látás’, auzire ’hallás’. Ez történelmi és teljes szófajváltás, mivel ilyen szavakat csak a nyelv viszonylag régi stádiumában használtak főnévi igenévként.
Amennyiben a módosítószót külön szófajnak tekintik, mint például a magyar nyelv és a közép-délszláv diarendszer nyelveinek grammatikáiban, ez is legtöbbször szófajváltás nyomán lesz azzá rendszerint határozószóból. Példák:
- (magyarul) Géza biztosan (határozószó) talált be a belső körbe → Géza biztosan (módosítószó) betalált a belső körbe;[20]
- (montenegróiul) Ona je sigurno polagala vozački ispit ’Magabiztosan tette le a gépkocsivezetői vizsgát’ → Ona je, sigurno, polagala vozački ispit ’Biztosan letette a gépkocsivezetői vizsgát’.[21]

A partikula is, melyet egyes nyelvészek külön szófajként különítenek el úgy a határozószótól, mint a módosítószótól, többnyire más szófajokból származik. Példák:
- határozószóból:

(magyarul) Péter egyszerűen oldotta meg a feladatot → Péter egyszerűen megoldotta a feladatot;
(franciául) Je suis bien à Paris ’Jól érzem magam Párizsban’ → Il part bien demain? ’Tényleg holnap megy el?’;
- kötőszóból:

Esik az eső, hát maradjunk itthon → Hát láttál már ilyet?;
(németül) Er kommt, aber sein Vater ist verhindert ’Ő eljön, de az apja nem teheti’ → Die werden aber staunen! ’Csodálkozni fognak ám azok!’;
(franciául) Je pense, donc je suis ’Gondolkodom, tehát vagyok’ → Taisez-vous donc à la fin! ’Hallgassatok már el egyszer!’;
(horvátul) Nije se čuvao, pa se razbolio ’Nem vigyázott magára, aztán megbetegedett’ → Pa to nije moguće! ’Hát ez lehetetlen!’.